# كيلي كرافت
كيلي كرافت (بالإنجليزية: Kelly Kraft)‏ هو لاعب غولف أمريكي، ولد في 5 أكتوبر 1988 في دينتون في الولايات المتحدة.

## وصلات خارجية
- كيلي كرافت على موقع رابطة لاعبي الغولف المحترفين (الإنجليزية)
- كيلي كرافت على موقع التصنيف العالمي الرسمي للغولف (الإنجليزية)